# Rezerwat przyrody Wilcza Góra
Rezerwat przyrody Wilcza Góra – rezerwat przyrody nieożywionej o powierzchni 1,6267 ha utworzony w 1959 na Wilczej Górze na Pogórzu Kaczawskim, z bazaltową różą skalną (spękane, łukowato wygięte bazalty w kształcie pięciobocznych słupów) oraz unikatową roślinnością. Pozostałe partie góry utworzone są przez słupy ułożone pionowo lub nachylone. Miejscami cios jest nieregularny.
Poza formami geologicznymi na terenie rezerwatu znajduje się również ostoja przyrody ożywionej. W szczelinach wietrzejących bazaltów rosną zespoły paproci szczelinowych (chasmofitów) – są to: paprotka zwyczajna oraz zanokcice – skalna, murowa i północna. Rosną tu także orlica pospolita, nerecznica samcza, wietlica samicza, paprotnica krucha i cienistka Roberta. W partiach podszytowych rozwinęły się zarośla krzewiaste takie jak leszczyna, tarnina, dziki bez koralowy, trzmielina zwyczajna, dzika róża, agrest, jeżyna śląska i słoneczna, berberys zwyczajny, wierzba śląska i iwa oraz rzadsza irga zwyczajna.
Obszar rezerwatu jest objęty ochroną czynną.

## Kontrowersje
Od wielu lat trwa konflikt między przemysłem wydobywczym a ochroną przyrody. W celu ochrony rezerwatu przyrody od strony zakładu górniczego pozostawiono liczący 50 metrów filar ochronny. W wyniku rabunkowej eksploatacji prowadzonej przez firmę Colas Kruszywa Sp. z o.o. filar ten został znacznie zniszczony. W niektórych miejscach ma on grubość zaledwie 10 metrów, co może stanowić zagrożenie dla stabilności góry. Pomimo tego w październiku 2013 roku firma Colas powiadomiła o swoich planach dalszej eksploatacji, co wzbudziło wiele kontrowersji w lokalnej prasie i wśród lokalnej społeczności.